# 한국기후변화학회
한국기후변화학회는 기후변화와 관련된 학술 연구, 기술개발, 정보 교환, 그리고 회원 상호간의 친목 및 협조를 통하여 국가발전에 기여할 목적으로 2009년 6월 16일 설립허가된 대한민국 미래창조과학부 소관의 사단법인이다. 사무실은 서울특별시 강남구 테헤란로7길 22, 본관 803호 (역삼동, 한국과학기술회관)에 있다.
춘계와 추계로 나누어 두 차례에 걸친 학술대회를 개최하고, 2010년 6월 학회지를 창간하고 분기별로 학술지를 발간하고 있다. 뉴스레터를 제공하고, 학술대회/행사의 소개, 논문투고 심사 등 일반적인 학회와 동일한 역할을 수행하고 있다.

## 발행물

### Climate Change Research
(ISSN 2093-5919) 라는 학회지의 검색이 가능하다. 풀텍스트의 원문을 제공하고 있다.